# Jenoptik
Jenoptik é uma empresa alemã de fotônica integrada, foi fundada em 1991 sua sede fica na cidade de Jena na Alemanha.
Ela atua na fabricação e comercialização de tecnologias ópticas destinadas a diversos setores, como semicondutores, automotivo, saúde, defesa, segurança e aviação. Seu portfólio inclui sistemas optoeletrônicos, fontes de energia, mecanismos de acionamento, equipamentos de metrologia industrial, câmeras e módulos fotográficos, além de tecnologias a laser, LEDs, sistemas para aviação e soluções para segurança viária.

## História
A empresa tem origens com a criação da Carl Zeiss AG, fundada em Jena em 1846, neste ano Carl Zeiss abriu sua oficina óptica em Jena. Após a morte de Carl Zeiss, Ernst Abbe, que havia ingressado na oficina, tornou-se o único proprietário e estabeleceu a Fundação Carl Zeiss Jena, que posteriormente foi proprietária da empresa Carl Zeiss e da vidraria Schott. Em 1948, as empresa Zeiss e Schott foram nacionalizadas.
Após a Segunda Guerra Mundial, Jena caiu dentro da zona de ocupação soviética, que mais tarde se tornaria a Alemanha Oriental. Em 1948, quando ficou claro que as autoridades soviéticas estavam se movendo para estabelecer um estado comunista separado em seu território de ocupação, a maior parte da principal empresa Zeiss rapidamente se mudou para a Alemanha Ocidental. As autoridades soviéticas e da Alemanha Oriental assumiram a antiga fábrica da Zeiss em Jena e a usaram como núcleo para a estatal Kombinat VEB Zeiss Jena. Em meados da década de 1950, a Carl Zeiss Jena registrou a marca Jenoptik como o estabelecimento formal do nome.
Em 1990, a Treuhandanstalt e que era agência de privatização alemã, em Berlim, adquiriu o conglomerado Kombinat VEB Carl Zeiss Jena, composto por 13 empresas e cerca de 30.000 funcionários.
Em 25 de junho de 1991, foi assinado um acordo entre o Treuhandanstalt, os estados de Baden-Württemberg e Turíngia e as empresas Zeiss. Lothar Späth, ex-ministro presidente de Baden-Württemberg, tornou-se o chefe da Jenoptik Carl Zeiss Jena GmbH. Nesse mesmo ano, a Jenoptik Carl Zeiss Jena GmbH fez a transição para a Jenoptik GmbH, uma empresa estatal encarregada do desenvolvimento estrutural em Jena, tornando-se a sucessora legal da antigo conglomerado Combinat estatal. A Jenoptik GmbH herdou as divisões de optoeletrônica, engenharia de sistemas, fotônica, mecatrônica e divisão de equipamentos de precisão.
Em 1994 adquiriu a empresa industrial alemã Meissner+Wurst Gmbh+Co.
Em julho de 1995, o segmento de atuação em lasers, óptica e sistemas foi fortalecido com a incorporação da Impulsphysik GmbH, uma empresa que era vinculada à Hagenuk, localizada em Hamburgo, e da Steinheil Industrielle Messtechnik GmbH, com sede em Munique.
Ainda em 1995, na cidade de Jena, a Jenoptik fez uma associação com a Aesculap para criar a Aesculap-Meditec GmbH., com o objetivo de integrar conhecimentos e competências na área de tecnologia médica baseada em laser, nessa joint venture, a Aesculap ficou com 60% da nova empresa e a Jenoptik com os 40% restantes.
Em abril de 1996, a Jenoptik adquire 40% das ações da empresa de telecomunicações Krone AG, com sede em Berlim. No final do ano, a Jenoptik torna-se acionista majoritária da empresa, com 65,7% das ações.
Em 1997, a Jenoptik incorporou a empresa ESW-Extel Systems Wedel e que era de componentes para a indústria aeroespacial e automotiva, que anos se tornou uma divisão dentro da empresa chamada de VINCORION, especializada em soluções mecatrônicas.
Em junho de 1998 a Jenoptik foi listada pela primeira vez na bolsa de valores de Frankfurt.
Em 1999 adquiriu a empresa alemã Robot Foto and Electronic GmbH e que era especializada em câmeras de vigilância.Ainda em 1999, no mês de junho a Jenoptik vende a Krone AG para a empresa dos Estados Unidos GenTek Inc.
Em 2000, a Jenoptik adquire 100% da Hommelwerke GmbH, uma companhia que fabrica equipamentos de metrologia e medição táteis.
No ano de 2001, a companhia alemã SolarWorld entrou no setor de produação de células solares e contratou a Jenoptik para fazer um projeto de fabrica de células solares,ainda no mesmo ano, a Jenoptik inaguruou uma nova unidade produção na Europa para ampliar a produção de diodo laser.
A área de Fotônica passa por ampliação: em 2002, Jenoptik e a multinacional de Liechtenstein Hilti formam uma colaboração para fabricar dispositivos de medição de distância a laser. Dessa aliança, nasce a empresa Hillos GmbH no ano seguinte, em 2003.
No mês de novembro de 2002, a Jenoptik amplia seu conhecimento técnico no setor de sensores ao adquirir o controle majoritário da Jena-Optronik GmbH, empresa especializada em sensores ópticos e optoeletrônicos voltados para aplicações espaciais.
Em dezembro de 2003 a empresa comprou a Wahl optoparts GmbH. e especializada no desenvolvimento, produção e distribuição de componentes ópticos personalizados e conjuntos optomecânicos e optoeletrônicos feitos de plásticos.
Em maio de 2004, a fabricante estadunidense de câmeras Concord Camera Corp. licenciou o direito de uso da marca Jenoptik por 20 anos, para câmeras digitais compactas sob a marca Jenoptik.
Em abril de 2005 adquiriu 51% da companhia alemã Photonic Sense GmbH., a compra foi necessãria para garantir a empresa, a expertise necessária para fabricar elementos ópticos essenciais a partir de germânio e silício.Ainda em 2005, a empresa ROBOT Visual Systems GmbH., pertencente ao grupo Jenoptik, foi contratada pelo governo do Omã para fornecer radares fixos e estruturas de proteção resistentes às condições climáticas locais, destinados à vigilância do tráfego em sua malha viária.
Em 2006, a Jenoptik inaugura uma nova unidade industrial em Berlim com a finalidade de assumir internamente toda a cadeia produtiva de diodo de laser de alta potência. A partir do outono de 2006, a nova instalação será responsável pelo desenvolvimento e fabricação das barras de laser, elemento fundamental desses dispositivos.Em julho de 2006, a Jenoptik amplia sua atuação no setor de metrologia ao adquirir a empresa francesa ETAMIC SA, especializada em tecnologias de medição em ambientes industriais.
No ano de 2011, a Jenoptik inaugura a expansão de sua área de produção na unidade de Altenstadt, onde são desenvolvidos sistemas energéticos de alto rendimento voltados para os setores ferroviário e militar,também ocorre a abertura de um novo escritório em Xangai, a Jenoptik reúne todas as operações no mercado chinês sob a empresa de capital próprio JENOPTIK (Shanghai) Precision Instruments and Equipment Co., Ltd., na unidade de Berlim, a companhia inicia a construção para ampliar a capacidade de produção de lasers semicondutores.
Em junho de 2012 abriu um escritório no Brasil em São Paulo, o foco da empresa no país é para os mercados automotivo e seja montadoras ou suas fornecedoras para oferecer suas soluções de metrologia industrial.
Em 2014, a Jenoptik ampliou sua participação na empresa Robot Nederland, passando a deter 100% do capital na área de segurança viária, em dezembro do mesmo ano comprou 92% da empresa britânica de tecnologia para segurança no trânsito  Vysionics Ltd. por um valor não informado.
Em maio de 2015, a Jenoptik completou a entrega do 200º radome destinado ao caça Eurofighter Typhoon, projeto no qual atua como principal responsável pelo desenvolvimento e fabricação do componente.Em agosto de 2015, a empresa foi contemplada com um pedido em larga escala de uma unidade logística da Marinha dos Estados Unidos, referente ao fornecimento de unidades de controle do gerador para helicópteros.
A partir de 1 de janeiro de 2016, a Jenoptik foi reorganizada em cinco divisões principais: Sistemas Ópticos, Saúde & Indústria, Setor Automotivo, Soluções para Trânsito e Sistemas de Defesa & Civis.Em junho de 2016, a Jenoptik iniciou a construção de um novo campus tecnológico em Rochester Hills, no estado de Michigan. O investimento de aproximadamente 15 milhões de dólares e que tem como objetivo ampliar as atividades de produção, comercialização e suporte técnico de equipamentos de metrologia e sistemas a laser na América do Norte.